# Димитър Младенов (футболист)
Вижте пояснителната страница за други личности с името Димитър Младенов.
Димитър Младенов Младенов е български футболист, защитник.

## Биография
Роден е на 12 март 1962 г. в Пловдив. Играл е за Ботев (Пловдив) от 1979 до 1997 г. с едно прекъсване от два сезона (1989-1991 г.), когато се състезава за ЦСКА (27 мача, 1 гол), играл е и в Локомотив (Горна Оряховица) (14 мача), Хасково (1995/ес. - 17 мача и 1 гол в Б РФГ) и Марица (1996/пр. - 19 мача и 2 гола в Б РФГ). В шампионатите на А група участва в 389 срещи и отбелязва 6 гола, като само с екипа на Ботев (Пд) участва в 347 срещи и отбелязва 4 гола. С отбора на Ботев (Пд) е носител на купата на страната през 1981 г., вицешампион през 1986 г. и бронзов медалист през 1981, 1983, 1985, 1987, 1988, 1993, 1994 и 1995 г. С екипа на ЦСКА е шампион на страната и финалист за Купата на Съветската армия през 1990.
Има 14 мача за А националния отбор, 6 мача за Олимпийския отбор, 3 мача за Б национален отбор и 11 мача за младежкия национален отбор. С екипа на Ботев (Пд) играе в над 65 официални и приятелски международни срещи, в които вкарва 3 гола и в около 65 контролни срещи с 2 гола и в 71 срещи за купата на страната с 2 гола. В евротурнирите има 33 мача и 2 гола (9 мача за ЦСКА и 2 мача за Ботев в КЕШ, 6 мача за Ботев в КНК и 16 мача с 2 гола за Ботев в турнира за купата на УЕФА). През 1981 г. е удостоен със званието „Майстор на спорта“.